# Siete Maravillas de Origen Portugués en el Mundo
Las Siete Maravillas de Origen Portugués en el mundo es una lista de construcciones edificadas en Portugal, y en otras partes del mundo de la lusofonía. La iniciativa cuenta con el apoyo del IPPAR (Instituto portugués de Patrimonio Arquitectónico) y de los Ministerios de Cultura y Educación portugueses. La iniciativa se creó a raíz de las Nuevas siete maravillas del mundo moderno. El objetivo principal era mostrar y divulgar el importante legado y patrimonio arquitectónico de Portugal, y en general, del Imperio portugués.
La elección, hecha de forma paralela con la iniciativa a escala global, contó con 350.000 votos a las diferentes candidaturas. Los resultados seleccionaron a 7 de entre 27 monumentos (22 de los cuales Patrimonio de la Humanidad por la UNESCO, repartidos en 3 continentes. Resultaron ganadoras el Monasterio de Alcobaça, Monasterio de los Jerónimos, Palácio de la Pena, Monasterio de la Batalla, El Castillo de Óbidos, La Torre de Belém y el Castillo de Guimarães.

## Monumentos candidatos

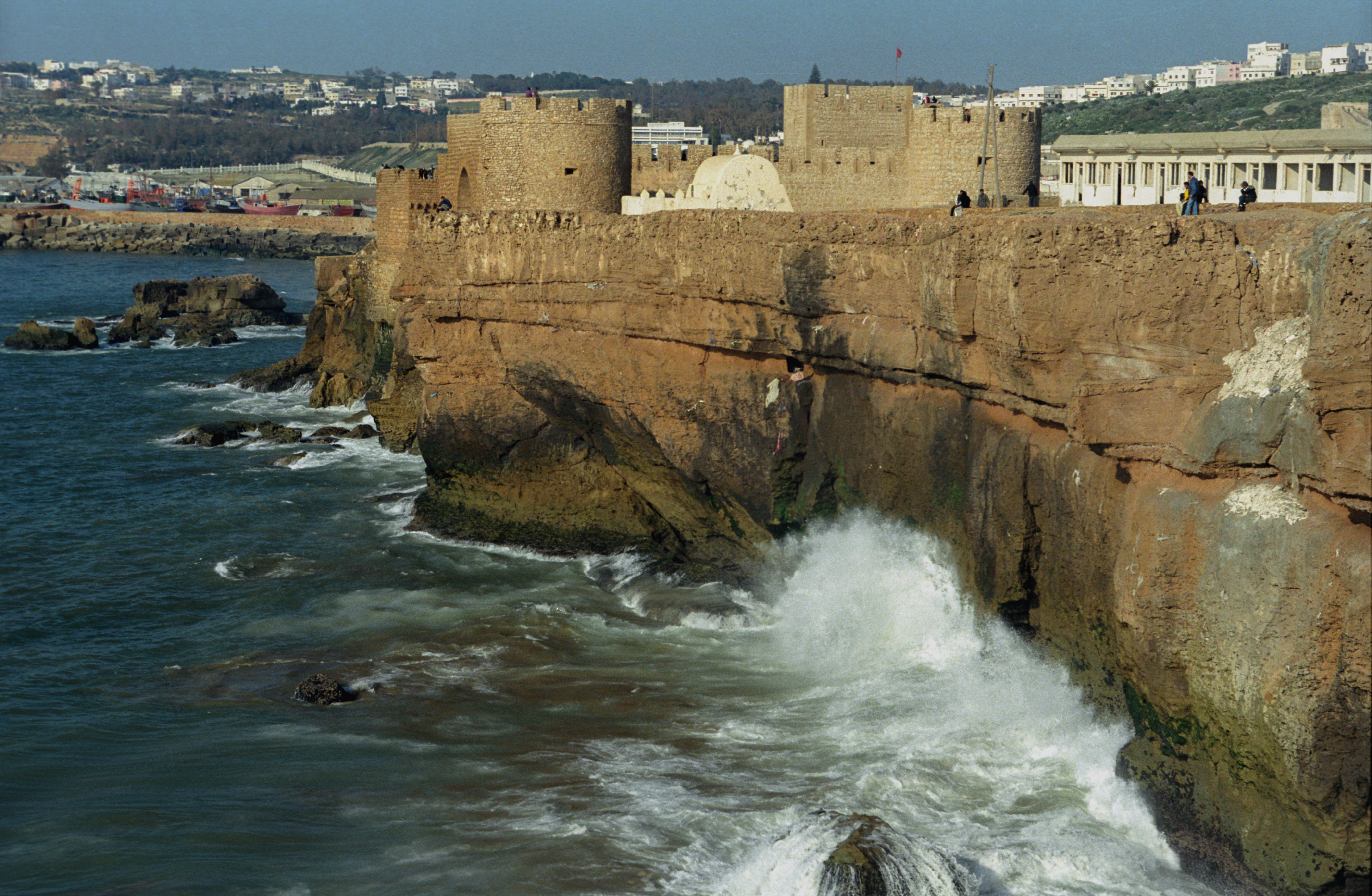
Fortaleza de Safi.

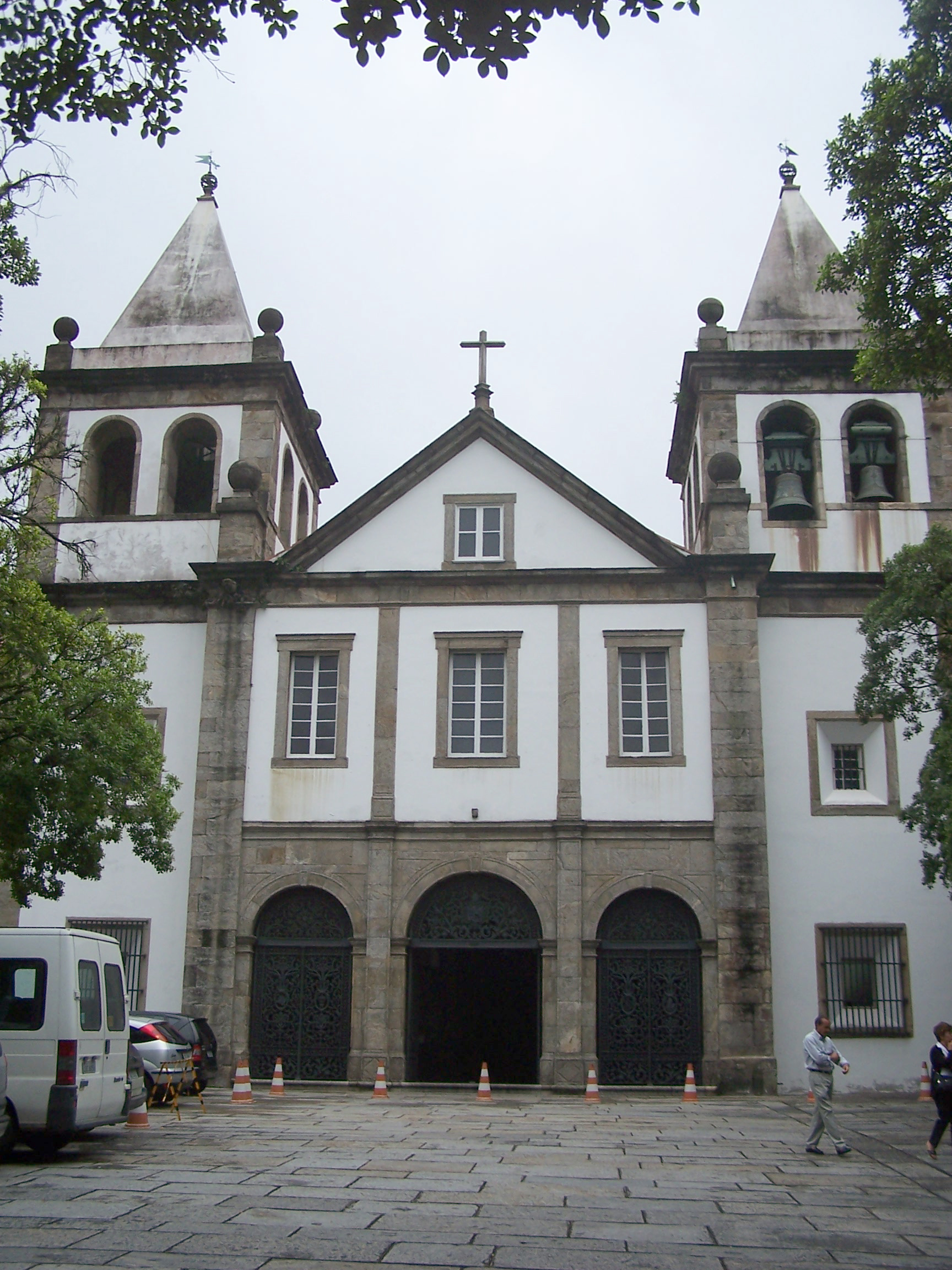
Mosteiro de São Bento (San Benito) de Río de Janeiro.

| País       | Localidad                  | Monumento                                     |
| ---------- | -------------------------- | --------------------------------------------- |
| Irán       | Ormuz                      | Fuerte de Nuestra Señora de la Concepción     |
| Malasia    | Malaca                     | Centro Histórico de Malaca                    |
| Omán       | Mascate                    | Fortaleza de Mascate                          |
| Angola     | Luanda                     | Convento del Carmen                           |
| Cabo Verde | Santiago                   | Cidade Velha de Santiago                      |
| Etiopía    | Orilla norte del lago Tana | Gorgora Nova                                  |
| Ghana      | San Jorge de la Mina       | Castillo de São Jorge da Mina                 |
| Marruecos  | Mazagán                    | Ciudad Fortificada de Mazagão                 |
| Marruecos  | Safi                       | Fortaleza de Safi                             |
| Mozambique | General                    | Isla de Mozambique                            |
| Kenia      | Mombasa                    | Fuerte Jesús                                  |
| Tanzania   | Quíloa                     | Fortaleza de Quíloa                           |
| Brasil     | Recife                     | Convento e Iglesia de San Antonio             |
| Brasil     | Salvador                   | Convento de San Francisco y Tercera Orden     |
| Brasil     | Orilla del rio Guaporé     | Fuerte Príncipe de Beira                      |
| Brasil     | Olinda                     | Monasterio de San Bento de Olinda             |
| Brasil     | Río de Janeiro             | Monasterio de San Benito de Río de Janeiro    |
| Brasil     | Congonhas del Campo        | Santuario del Buen Jesús de Congonhas         |
| Brasil     | Ouro Preto                 | Iglesia de San Francisco de Asís (Ouro Preto) |
| Uruguay    | Colonia del Sacramento     | Colonia del Sacramento                        |
| Baréin     | Gobernación Norte          | Fortaleza Portuguesa de Baréin                |
| China      | Macao                      | Ruinas de la Catedral de San Pablo de Macao   |
| India      | Goa                        | Basílica del Buen Jesús de Goa                |
| India      | Goa                        | Catedral de Goa                               |
| India      | Vasai                      | Fortaleza de San Sebastián de Baçaim          |
| India      | Diu                        | Fortaleza de Diu                              |

### Monumentos ganadores

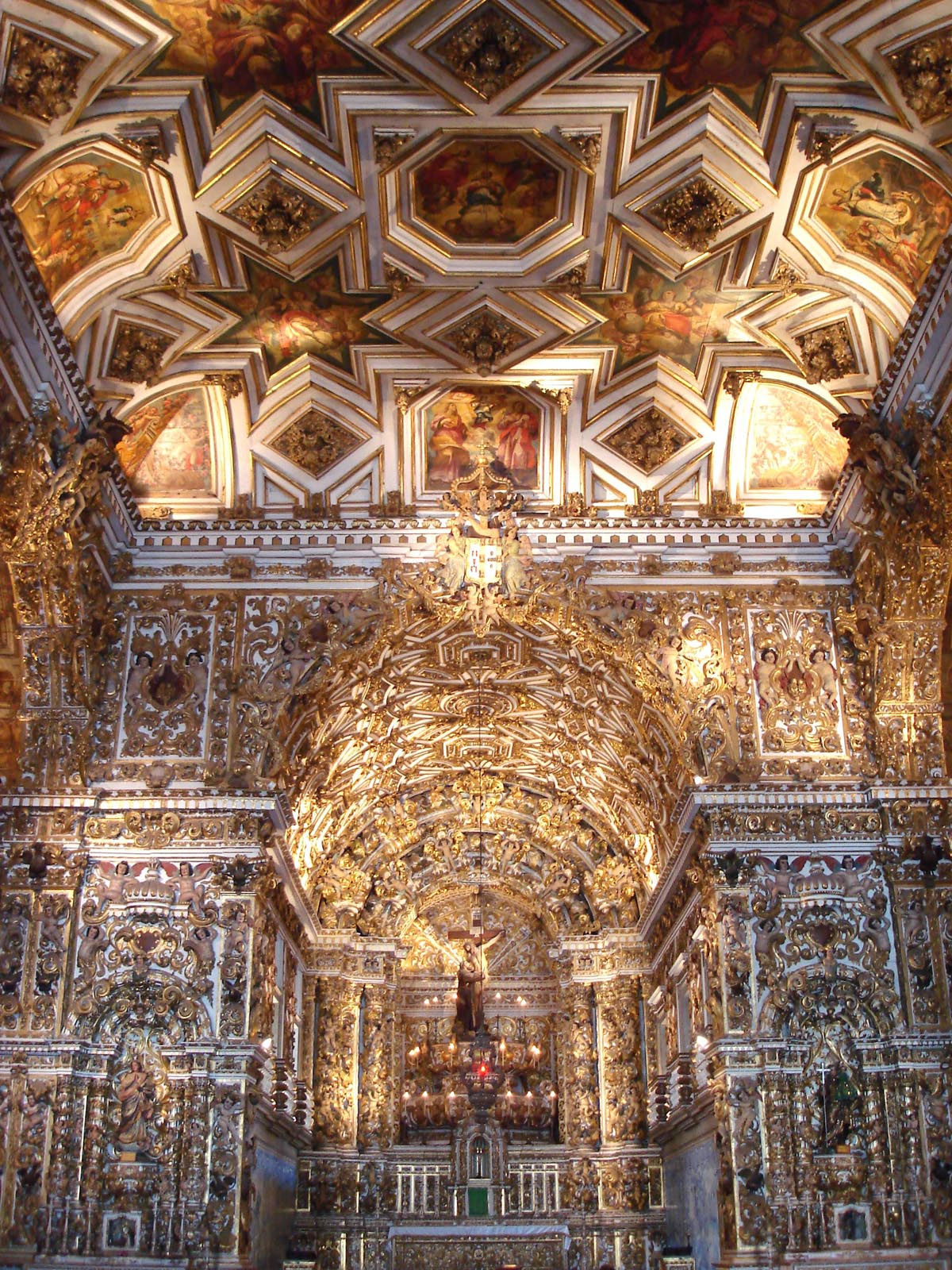
Convento de San Francisco y Tercera Orden.

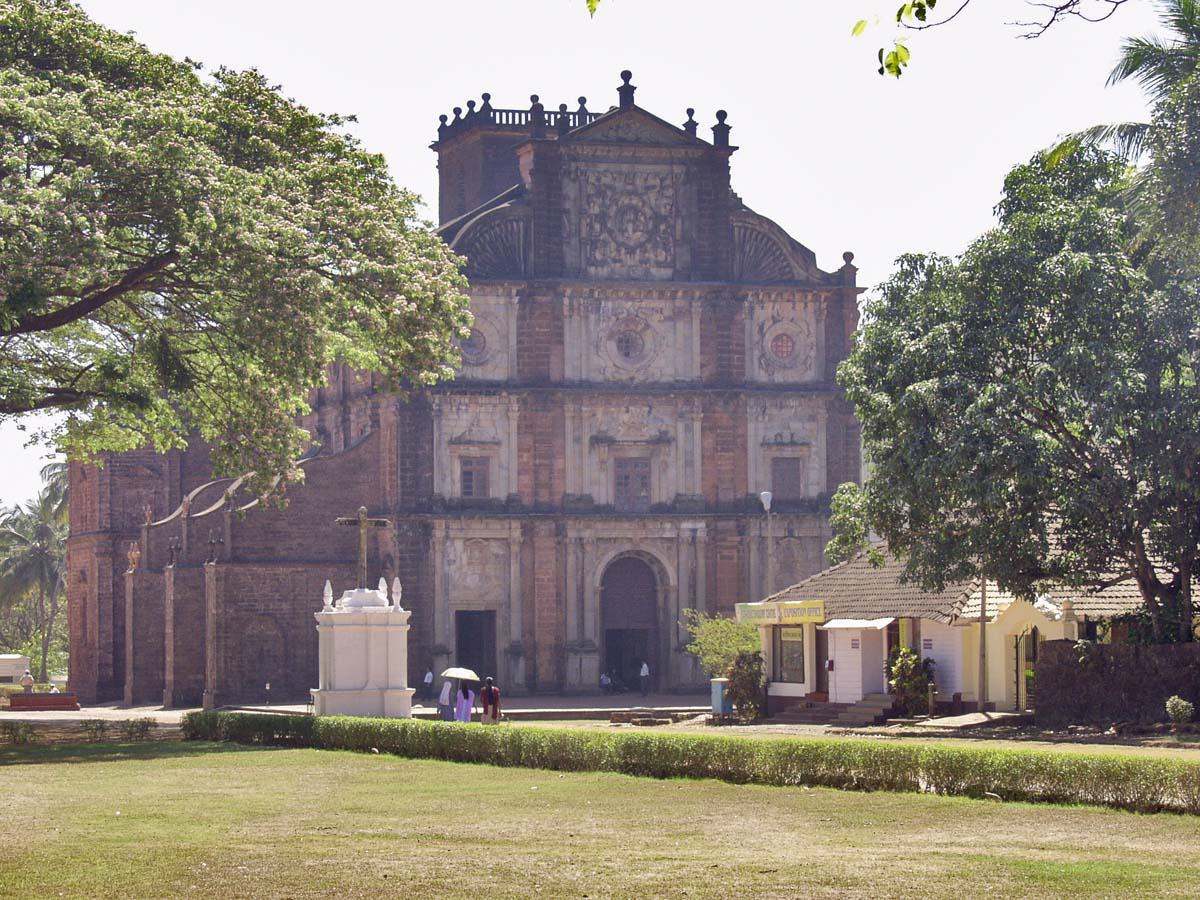
Basílica del Buen Jesús de Goa.

Los monumentos ganadores, por orden de sorteo, fueron los siguientes:
| Orden de sorteo | País       | Localidad  | Monumento                                         |
| --------------- | ---------- | ---------- | ------------------------------------------------- |
| 1               | India      | Diu        | Fortaleza de Diu                                  |
| 2               | Marruecos  | Mazagán    | Fortaleza de Mazagão                              |
| 3               | India      | Goa        | Basílica del Buen Jesús de Goa                    |
| 4               | Cabo Verde | Santiago   | Cidade Velha de Santiago                          |
| 5               | China      | Macao      | Ruinas de la Catedral de San Pablo de Macao       |
| 6               | Brasil     | Ouro Preto | Iglesia de San Francisco de Asís de la Penitencia |
| 7               | Brasil     | Salvador   | Convento de San Francisco y Tercera Orden         |